# Стефан Гошев (футболист)
Стефан Гошев е български футболист, защитник, по-късно футболен треньор. Гошев е дългогодишен състезател на ПФК Пирин (Благоевград). Бил е помощник треньор (в тандем с Милен Радуканов) и старши треньор на отборите на ПФК Пирин (Благоевград), ПФК Вихрен (Сандански) и ПФК Септември (Симитли).
Като треньор прави силно впечатление докато е старши треньор на ПФК Септември (Симитли), с който стига до четвърфинал за Купата на България по футбол. Тогава прави сензация, отстранявайки в осминафинал тима на ПФК ЦСКА (София). Четвърфинала губи от ПФК Лудогорец.

### Кратка биография
Стефан Гошев е роден на 9 февруари 1971 г. Израства в школата на Пирин в родния Благоевград. Става част от първия отбор на клуба през 1990 година, дебютирайки за мъжката формация в официален мач през 1991 година.
Остава в Пирин в продължение на 4 години, преди да премине във ПФК Спартак (Варна), с двугодишен договор. Играе за варненци в продължение на две години, след което се премества в набиращият сили тим на Левски (Кюстендил). След като непуска кюстендилския тим се връща във Спартак (Варна) през 1999.
До края на кариерата си играе още за ФК Велбъжд (Кюстендил), ПФК Спартак (Плевен) и ПФК Черно море (Варна).